# Oriopsis coalescens
Oriopsis coalescens är en ringmaskart som beskrevs av Banse 1959. Oriopsis coalescens ingår i släktet Oriopsis och familjen Sabellidae. Inga underarter finns listade i Catalogue of Life.